# Galileo, Mexiko
Galileo är en ort i Mexiko.   Den ligger i kommunen Palenque och delstaten Chiapas, i den sydöstra delen av landet, 800 km öster om huvudstaden Mexico City. Galileo ligger 27 meter över havet och antalet invånare är 142.
Terrängen runt Galileo är platt åt nordost, men åt sydväst är den kuperad. Runt Galileo är det ganska glesbefolkat, med 34 invånare per kvadratkilometer. Närmaste större samhälle är Salto de Agua, 17,1 km väster om Galileo. Trakten runt Galileo består till största delen av jordbruksmark.